# Petit-Saguenay
Petit-Saguenay est une municipalité du Québec, (Canada), faisant partie de la municipalité régionale de comté (MRC) du Fjord-du-Saguenay, située dans la région administrative du Saguenay–Lac-Saint-Jean.

## Toponymie
Petit-Saguenay tire son nom de la rivière Petit Saguenay, une des rivières à saumon du Québec. Comme pour les autres villages du fjord du Saguenay, le village est situé près d'une anse et à l'intérieur d'une vallée encaissée. Les premiers navigateurs, en remontant la rivière Saguenay, ont découvert une petite rivière dont la morphologie rappelle celle du Saguenay, d'où le toponyme Petit-Saguenay.

## Histoire

### Chronologie
- 1838 : La Société des Vingt et un installe les deux premiers moulins à scie de Petit-Saguenay: l'un à l'Anse au Cheval et l'autre à l'Anse aux Petites-Îles.
- 1844 : François Guay de La Malbaie construit une scierie à l'embouchure de la rivière Petit-Saguenay, qu'il revend aussitôt à William Price (Père).
- 1848 : William Price (Père) construit une ferme et fait de Petit-Saguenay la centre administratif de ses exploitations au Bas-Saguenay, dont il confie la gestion à son fils David Price.
- 1857 : En raison de la pénurie de pins sur le territoire, le moulin à scie est fermé à l'embouchure de la rivière Petit-Saguenay.
- 1877 : Proclamation officielle du canton Dumas.
- 1883 : Début de l'établissement industriel à l'Anse Saint-Étienne.
- 1887 : Ouverture d'une voie terrestre entre Petit-Saguenay L'Anse-Saint-Jean.
- 1898 : Installation d'un bureau de télégraphe à Petit-Saguenay, qui sera en opération jusqu'en 1938.
- 5 juin 1900 : Destruction par incendie du village de l'Anse Saint-Étienne.
- 1903 : La Price Brothers and Company construit des écorceurs à l'Anse au Cheval pour exporter du bois de pulpe en Ontario et aux États-Unis.
- 1906 : Fondation du Dumas Fishing Club, qui a les droits exclusifs sur la pêche au saumon sur la rivière Petit-Saguenay.
- 1912 : Construction de la première chapelle de Petit-Saguenay.
- 1918 : Création de la paroisse de Saint-François-d'Assise de Petit-Saguenay et construction de la première église.
- 12 août 1919 : Constitution de la municipalité de canton de Dumas.
- 1919 : Ouverture d'une voie terrestre Petit-Saguenay et Saint-Félix-d'Otis.
- 1922 : Ouverture d'une voie terrestre entre Petit-Saguenay et Saint-Siméon.
- 1928 : Une inondation majeure ravage le village, emportant routes, ponts et maisons.
- 1930 : Ouverture d'une voie terrestre entre Petit-Saguenay et Chicoutimi.
- 1940 : Construction d'un barrage hydro-électrique aux chutes Saint-Antoine, sur la rivière Petit-Saguenay.
- 1943 : Ouverture de la caisse populaire Desjardins dans la résidence de René Gagnon.
- 1949 : Construction d'un nouveau barrage hydro-électrique aux chutes Saint-Antoine par la coopérative d'électricité de Petit-Saguenay et de L'Anse-Saint-Jean et aménagement du réseau de distribution pour fournir en énergie les municipalités de Petit-Saguenay, L'Anse-Saint-Jean et Rivière-Éternité.
- 25 décembre 1955 : L'église est détruite par un incendie.
- 1956 : Construction de l'église actuelle.
- 1958 : Construction du premier réseau d'aqueduc municipal.
- 1960 : Inauguration du quai fédéral, construit à l'embouchure de la rivière, sur le Saguenay.
- 1966 : Attribution des droits de pêche de la rivière Petit-Saguenay à l'Association de Chasse et de Pêche de Petit-Saguenay.
- 1971 : La municipalité acquiert un terrain de 276 acres de la Price Brothers and Company à l'Anse Saint-Étienne pour y développer un centre de villégiature.
- 1977 : Inauguration de l'Aréna de la Vallée.
- 1979 : Dumas change de nom et de statut pour municipalité de Petit-Saguenay.
- 1985 : Ouverture officielle du Village-Vacances Petit-Saguenay à l'Anse Saint-Étienne.
- 1988 : Construction de l'Auberge du Jardin.
- 2024: Inauguration Le Coeur du Village

## Géographie
Petit-Saguenay est situé au sud du fjord du Saguenay bordé au nord par la rivière Saguenay et entouré de montagnes et au creux d'une vallée.
La rivière Petit Saguenay traverse le centre de la municipalité du sud au nord.
À partir du lac de la Muraille, dans le sud-ouest, la rivière du Cabanage coule vers le nord-est jusqu'à sa confluence rive gauche avec la rivière Petit Saguenay.
La rivière du Portage traverse le sud-ouest de la municipalité vers le nord-est jusqu'à sa confluence rive gauche avec la rivière Petit Saguenay.

## Démographie
| 1996 | 2001 | 2006 | 2011 | 2016 | 2021 |
| ---- | ---- | ---- | ---- | ---- | ---- |
| 918  | 849  | 780  | 727  | 634  | 600  |

## Administration
Les élections municipales se font en bloc pour le maire et les six conseillers.
| Petit-Saguenay Maires depuis 2001                                                                                    |                    |         |          |
| Élection | Maire              | Qualité | Résultat |
| 2001 | Hermé Lavoie       |         | Voir     |
| 2005 | Thérèse Gaudreault |         | Voir     |
| 2009 | Thérèse Gaudreault | Voir    |          |
| 2013 | Ginette Côté       |         | Voir     |
| 2017 | Philôme La France  |         | Voir     |
| 2021 | Philôme La France  | Voir    |          |
| Élection partielle en italique Depuis 2005, les élections sont simultanées dans toutes les municipalités québécoises |                    |         |          |

## Jumelage
La municipalité de Petit-Saguenay est jumelée avec :
- Manou (France)

## Personnalités liées
- Luc Ferland, député péquiste d'Ungava de 2007 à 2014, est né dans la commune en 1955.
- Germain Houde, comédien (Les filles de Caleb, Tabou, La promesse...), est natif de Petit-Saguenay.
- Jacques Houde, animateur (Le travail à la chaine...)
- Roberto Lavoie , Joueur de hockey sur Glace est né à Petit-Saguenay.